# Ембріологія

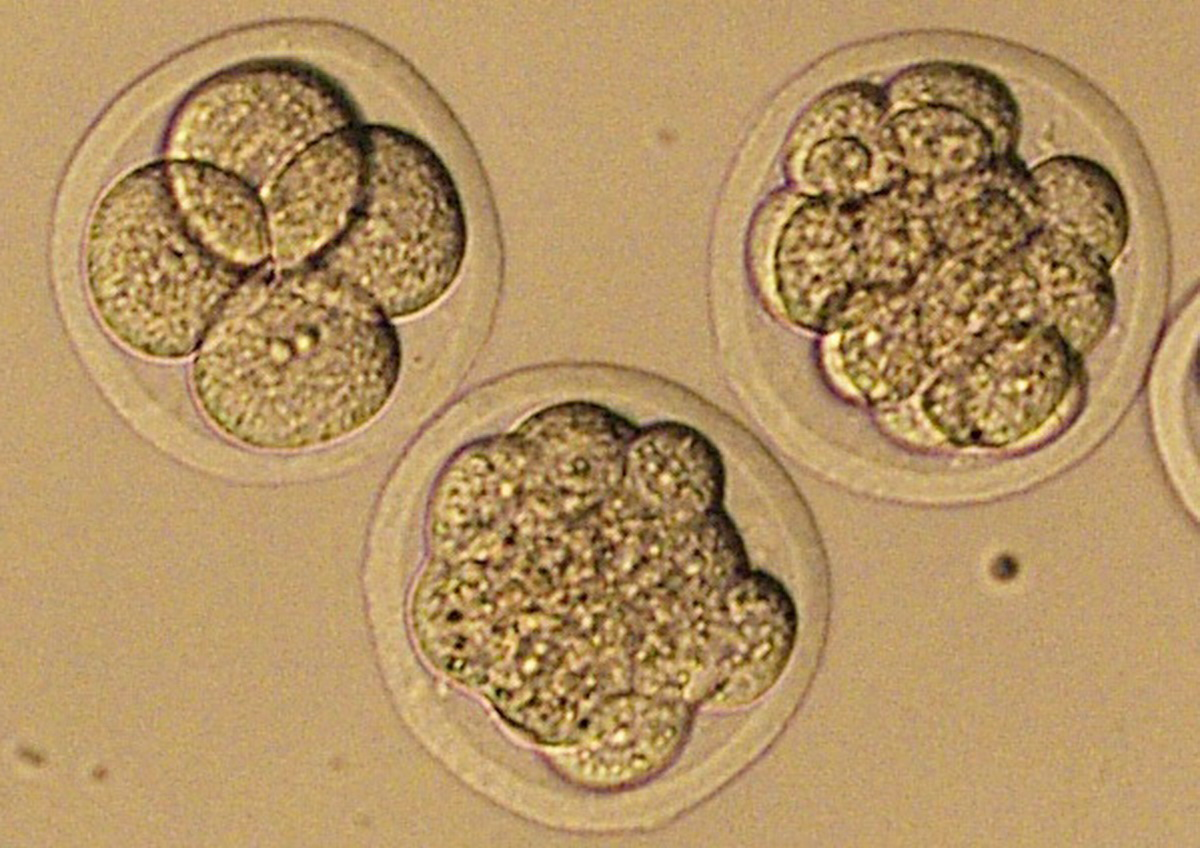
4-, 8- та 16-клітинні стадії мишачого ембріона

Ембріоло́гія (від грец. ἔμβρυον — «зародок» та -λογία — «наука») — розділ біології розвитку (онтогенезу), що вивчає ембріональний період онтогенезу, тобто ембріони різних видів тварин, їх анатомію й фізіологію, закономірності їх росту, розвитку і дозрівання, патології та аномалії ембріонів.